# برنهارد اشتوبکه
برنهارد اشتوبکه (انگلیسی: Bernhard Stübecke; ۶ مهٔ ۱۹۰۴ – ۲ اوت ۱۹۶۴) دوچرخه‌سوار اهل آلمان بود.